# Fyen (1787)
Lo HDMS Fyen è stato un vascello da 74 cannoni in servizio tra il 1788 e il 1807 nella Reale Marina dei Regni di Danimarca e Norvegia, e tra il 1807 e il 1812 nella Royal Navy britannica.

## Storia
Sesta unità della Classe Prindsesse Sophia Frederica, il vascello da 74 cannoni Fyen, progettato dall'ingegnere navale Henrik Gerner, venne impostato presso il cantiere navale di Copenaghen il 6 ottobre 1785,  varato il 31 marzo 1787, entrò in servizio attivo nella Kongelige danske marine nel 1788.
L'unità partecipò attivamente alla seconda battaglia di Copenaghen (8 agosto 1807), e fu catturata dalla Royal Navy il 7 settembre successivo. Arrivata a Chatham il 17 gennaio 1808 e immessa in servizio come HMS Fyen. Nel novembre 1809 il vascello fu trasformato in nave prigione, completando la trasformazione presso i cantieri navali di Chatham in quello stesso mese. Disarmato nel 1812, il Fyen venne radiato il 1 novembre 1814 e venduto per la demolizione per la cifra di 2.340 sterline. Suoi comandanti furono i tenenti Richard Simmons (novembre 1809-1810) e Edward Nathaniel Greensword (1810-1812).

### Fonti
1. ↑  Colledge, Warlow 2006, p. 277.
2. 1 2  Tree Decks.
3. 1 2 3 4 5  Tree Decks.
4. ↑  Lyon, Winfield 2004, p. 47.
5. 1 2  Colledge, Warlow 2006, p. 135.